# Enconista rosescens
Enconista rosescens är en fjärilsart som beskrevs av Eugen Wehrli 1953. Enconista rosescens ingår i släktet Enconista och familjen mätare. Inga underarter finns listade i Catalogue of Life.